# Thai League 2024-2025
La Thai League 1 2024-2025, anche nota come Hilux Revo Thai League per motivi di sponsorizzazione, è stata la 28ª edizione della massima serie del campionato thailandese di calcio. La stagione è iniziata il 9 agosto 2024 ed è terminata il 30 aprile 2025.
Il Buriram Utd era la squadra campione in carica e si è riconfermata, vincendo il suo undicesimo titolo stagionale.

## Stagione

### Novità
Dalla stagione precedente sono state retrocesse Chonburi, Police Tero e Trat, ultime tre classificate. Al loro posto, dalla Thai League 2 sono state promosse le prime tre classificate Nakhon Ratchasima, Nongbua Pitchaya e Rayong.

### Formula
Le 16 squadre partecipanti giocano un girone all'italiana con gare di andata e ritorno, per un totale di 30 giornate. Al termine del campionato, la squadra prima classificata è campione della Thailandia e si qualifica per la AFC Champions League Elite 2025-2026, mentre la seconda classificata si qualifica per la AFC Champions League Two 2025-2026.
Le ultime tre classificate sono invece retrocesse in Thai League 2.

## Squadre partecipanti
| Club              | Città               | Stagione precedente   |
| ----------------- | ------------------- | --------------------- |
| Bangkok Utd       | Bangkok             | 2° in Thai League     |
| BG Pathum Utd     | Pathum Thani        | 4° in Thai League     |
| Buriram Utd       | Buriram             | Campione di Tailandia |
| Chiangrai Utd     | Chiang Rai          | 11° in Thai League    |
| Khon Kaen Utd     | Khon Kaen           | 8° in Thai League     |
| Lamphun Warrior   | Lamphun             | 9° in Thai League     |
| Muangthong Utd    | Nonthaburi          | 5° in Thai League     |
| Nakhon Pathom     | Nakhon Pathom       | 12° in Thai League    |
| Nakhon Ratchasima | Nakhon Ratchasima   | 1° in Thai League 2   |
| Nongbua Pitchaya  | Nong Bua Lamphu     | 2° in Thai League 2   |
| Port              | Bangkok             | 3° in Thai League     |
| PT Prachuap       | Prachuap Khiri Khan | 10° in Thai League    |
| Ratchaburi        | Ratchaburi          | 6° in Thai League     |
| Rayong            | Rayong              | 3° in Thai League 2   |
| Sukhothai         | Sukhothai           | 13° in Thai League    |
| Uthai Thani       | Uthai Thani         | 7° in Thai League     |

## Classifica finale
|                       | Pos. | Squadra           | Pt | G  | V  | N  | P  | GF | GS | DR  |
| --------------------- | ---- | ----------------- | -- | -- | -- | -- | -- | -- | -- | --- |
| Thailandia (bandiera) | 1.   | Buriram Utd       | 70 | 30 | 22 | 4  | 4  | 92 | 20 | +72 |
|                       | 2.   | Bangkok Utd       | 69 | 30 | 21 | 6  | 3  | 63 | 30 | +33 |
|                       | 3.   | BG Pathum Utd     | 53 | 30 | 15 | 8  | 7  | 47 | 34 | +13 |
|                       | 4.   | Ratchaburi        | 52 | 30 | 15 | 7  | 8  | 65 | 47 | +18 |
|                       | 5.   | Port              | 48 | 30 | 13 | 9  | 8  | 52 | 39 | +13 |
|                       | 6.   | Muangthong Utd    | 45 | 30 | 13 | 6  | 11 | 46 | 39 | +7  |
|                       | 7.   | PT Prachuap       | 44 | 30 | 12 | 8  | 10 | 49 | 39 | +10 |
|                       | 8.   | Lamphun Warrior   | 37 | 30 | 9  | 10 | 11 | 36 | 39 | -3  |
|                       | 9.   | Uthai Thani       | 37 | 30 | 9  | 10 | 11 | 37 | 35 | +2  |
|                       | 10.  | Sukhothai         | 36 | 30 | 9  | 9  | 12 | 47 | 54 | -7  |
|                       | 11.  | Chiangrai Utd     | 36 | 30 | 11 | 3  | 16 | 33 | 51 | -18 |
|                       | 12.  | Rayong            | 32 | 30 | 8  | 8  | 14 | 41 | 59 | -18 |
|                       | 13.  | Nakhon Ratchasima | 32 | 30 | 7  | 11 | 12 | 36 | 57 | -21 |
|                       | 14.  | Nongbua Pitchaya  | 27 | 30 | 6  | 9  | 15 | 37 | 62 | -25 |
|                       | 15.  | Nakhon Pathom     | 23 | 30 | 5  | 8  | 17 | 30 | 59 | -29 |
|                       | 16.  | Khon Kaen Utd     | 18 | 30 | 4  | 6  | 20 | 21 | 68 | -47 |

Legenda:

      Campione della Thailandia e ammessa alla AFC Champions League Elite 2025-2026
       Ammessa alla AFC Champions League Two 2025-2026
      Retrocessa in Thai League 2 2025-2026
Regolamento:
Tre punti a vittoria, uno a pareggio, zero a sconfitta.
In caso di arrivo di due o più squadre a pari punti, la graduatoria verrà stilata secondo la classifica avulsa tra le squadre interessate che prevede, in ordine, i seguenti criteri:
- Punti negli scontri diretti.
- Differenza reti negli scontri diretti.
- Differenza reti generale.
- Reti realizzate in generale.
- Sorteggio.

Note: